# D-Terminal
Un connettore D-Terminal o D-tanshi (Ｄ端子) (in giapponese) è un connettore video analogico che molto spesso si trova nell'elettronica di consumo del mercato giapponese. Possiamo trovare questo connettore video in dispositivi HDTV, DVD, Blu-ray, D-VHS e HD DVD.
Questa interfaccia fu sviluppata dall'Electronic Industries Association of Japan (EIAJ) e catalogata come proprio standard RC-5237 per l'utilizzo in decoder satellitari.
Il connettore ha le sembianze di un piccolo trapezio ed è lo stesso utilizzato da Apple per la sua interfaccia AAUI derivata da Attachment Unit Interface per il collegamento ethernet.

## Tipi di connettori D-Terminal

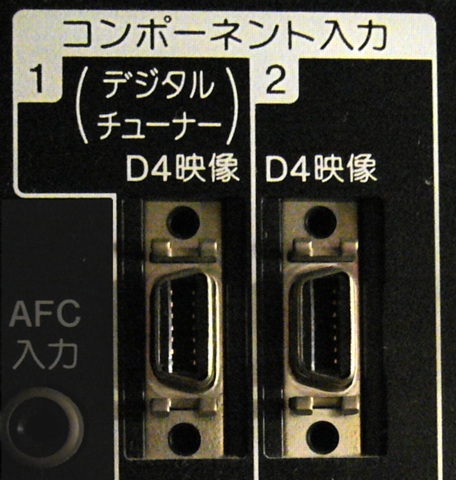
Due connettori video D-Terminal (D4) su un HDTV. Il piccolo connettore D-Terminal non deve essere confuso con il connettore VGA di sembianze simili ma più grosso.

Un connettore D-Terminal trasporta un video a componenti analogico (Y Pr Pb). Un dispositivo con un'interfaccia D1 può solo accettare segnali D1, un'interfaccia D4 può accettare D1, D2 D3 e D4 ma non D5, ecc.
Queste sono le risoluzioni legate al tipo di interfaccia video:
- D1 480i (525i)： 720×480 Interlacciato
- D2 480p (525p)： 720×480 Progressivo
- D3 1080i (1125i)： 1920×1080 Interlacciato
- D4 720p (750p)： 1280×720 Progressivo
- D5 1080p (1125p)： 1920×1080 Progressivo

È possibile utilizzare un semplice cavo breakout per collegare un dispositivo dotato di porta D-Terminal a 3 connettori RCA o BNC di un video a componenti.